# Mellom-Vikna
Mellom-Vikna er en ø i Vikna kommune, Trøndelag fylke i Norge. Den hører til øgruppen Vikna som har tusindvis af øer og holme. Øen har et areal på 57,43 km². Fylkesvej 770 forbinder de tre hovedøer i øgruppen med fastlandet via Nærøysund Bro.
Vikna vindmøllepark ligger på Husfjellet (94 moh.) ved Garstad på Mellom-Vikna. Den åbnede i 1991 som er landets første vindmøllepark.